# Khao
Le khao est une langue môn-khmer parlée au Viêt Nam. Au nombre d'environ 10 000, ses locuteurs vivent au nord de Pa Ma, près du fleuve Ma.

## Classification
Le khao appartient au sous-groupe khmuique du groupe Nord de la branche môn-khmer des langues austroasiatiques.